# Mark Knowles (Hockeyspieler)

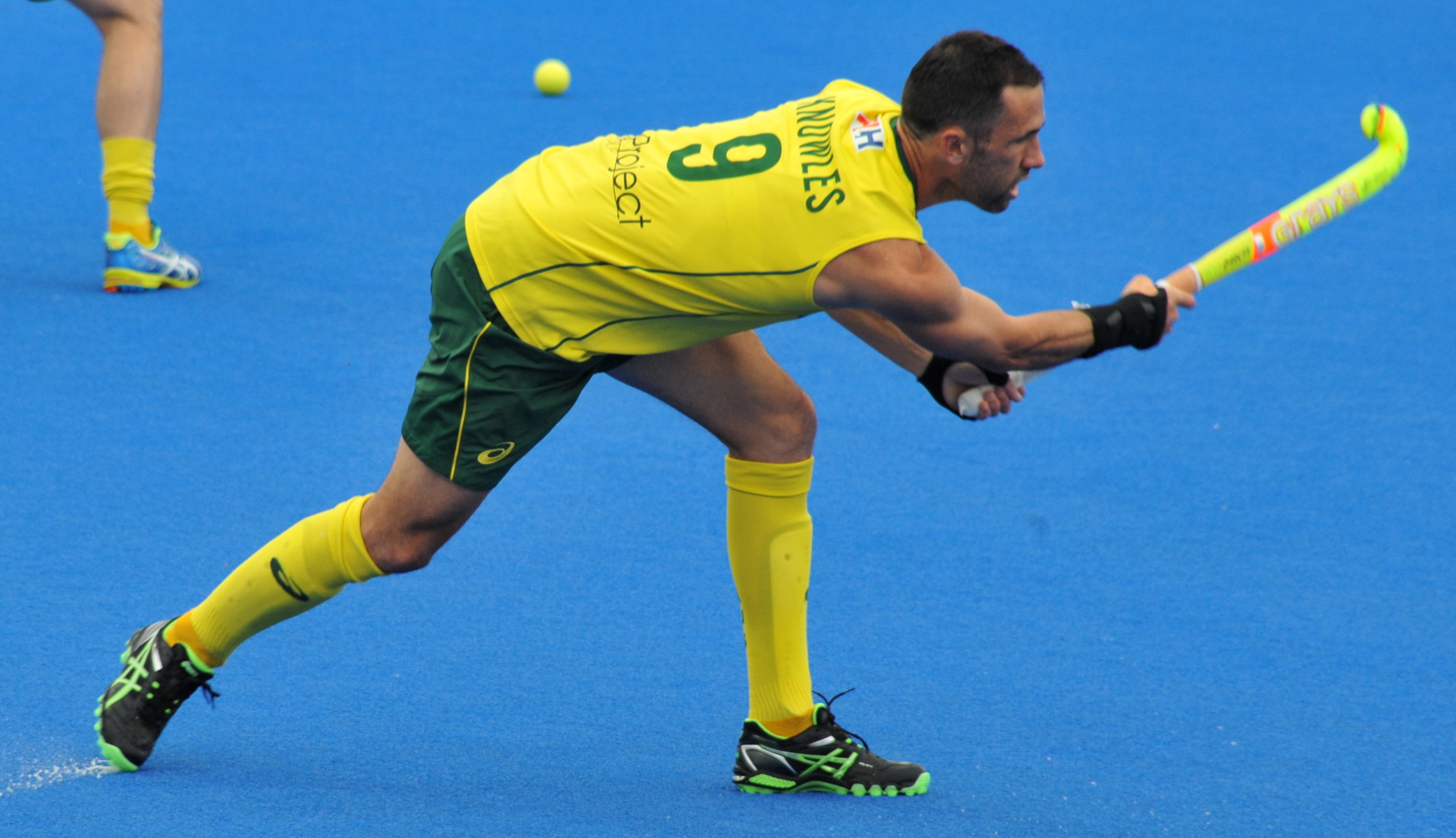
Mark Knowles (2015)

Mark William Knowles OAM (* 3. Oktober 1984 in Rockhampton) ist ein ehemaliger australischer Hockeyspieler, der mit der australischen Hockeynationalmannschaft 2004 Olympiasieger sowie 2008 und 2012 Olympiadritter war. 2010 und 2014 war er Weltmeister, 2006 Weltmeisterschaftszweiter.

## Sportliche Karriere
Mark Knowles wirkte in 324 Länderspielen mit, in denen er 30 Tore erzielte. Er hat damit nach Eddie Ockenden und Jamie Dwyer die drittmeisten Länderspiele. In der Nationalmannschaft trug er meist die Rückennummer 9.
Sein erstes großes internationales Turnier waren 2004 die Olympischen Spiele in Athen. In ihrer Vorrundengruppe belegten die Australier den zweiten Platz hinter den Niederländern. Im Halbfinale bezwangen sie die spanische Mannschaft mit 6:3. Das Finale gegen die Niederländer ging mit 1:1 in die Verlängerung, in der 78. Minute erzielte Jamie Dwyer das Tor zum 2:1-Endstand. Es war der bislang einzige Olympiasieg für die australischen Männer überhaupt. Im März 2006 fanden in Melbourne die Commonwealth Games statt. Die Australier besiegten im Finale die Mannschaft Pakistans. Im September wurde die Weltmeisterschaft in Mönchengladbach ausgetragen. Die Australier gewannen ihre Vorrundengruppe vor den Spaniern und besiegten im Halbfinale die Südkoreaner mit 4:2. Im Finale unterlagen die Australier der deutschen Mannschaft mit 3:4, wobei Mark Knowles im Finale das erste Tor für die Australier erzielte.
Zwei Jahre später bei den Olympischen Spielen in Peking belegten die Australier wie vier Jahre zuvor den zweiten Platz in ihrer Vorrundengruppe hinter den Niederländern. Im Halbfinale unterlagen sie der spanischen Mannschaft mit 2:3. Im Spiel um die Bronzemedaille bezwangen sie die Niederlande mit 6:2. Im März 2010 fand in Neu-Delhi die Weltmeisterschaft statt. Die Australier gewannen ihre Vorrundengruppe vor der englischen Mannschaft. Im Halbfinale bezwangen die Australier die Niederländer mit 2:1, im Finale besiegten sie die deutsche Mannschaft ebenfalls mit 2:1. Ein halbes Jahr später fanden in Delhi die Commonwealth Games 2010 statt. Im Finale bezwangen die Australier die Mannschaft aus dem Gastgeberland Indien klar.
2012 bei den Olympischen Spielen 2012 in London gewannen die Australier ihre Vorrundengruppe vor der britischen Mannschaft. Im Halbfinale unterlagen sie der deutschen Mannschaft mit 2:4. Das Spiel um den dritten Platz gewannen die Australier mit 3:1 über die Briten. Zwei Jahre später bei der Weltmeisterschaft in Den Haag gewannen die Australier ihre Vorrundengruppe mit fünf Siegen in fünf Spielen. Nach einem 5:1-Halbfinalsieg über die argentinische Mannschaft bezwangen die Australier im Finale die niederländische Mannschaft mit 6:1. Nur anderthalb Monate später fanden die Commonwealth Games 2014 in Glasgow statt. Im Finale trafen die Australier wie vier Jahre zuvor auf die indische Mannschaft, die Australier siegten mit 4:0.
Bei den Olympischen Spielen 2016 in Rio de Janeiro erreichten die Australier das Viertelfinale, unterlagen dort aber der niederländischen Mannschaft. Nach den Platzierungsspielen belegten die Australier den sechsten Platz. Damit verpassten die Australier zum ersten Mal seit 1988 die Medaillenränge. Im April 2018 waren die Australier Gastgeber der Commonwealth Games 2018, im Finale besiegten sie die neuseeländische Mannschaft mit 2:0. Bei der sechsten Austragung eines Hockeyturniers im Rahmen der Commonwealth Games gewann die australische Mannschaft ihren sechsten Titel, für Mark Knowles war es der vierte Titel.
Mark Knowles wurde im Januar 2005 mit der Medaille des Order of Australia ausgezeichnet. 2014 ehrte ihn der Hockeyweltverband (FIH) als Welthockeyspieler des Jahres.